# François Thiollet
François Thiollet, né le 21 octobre 1975 à Châteaubriant, est un homme politique français, membre du parti Europe Écologie Les Verts/Les Écologistes. Il devient député européen le 30 novembre 2023 à la suite du décès de Michèle Rivasi.

## Parcours professionnel
François Thiollet passe une grande partie de son enfance à Dreux. Arrivé à Blois en 2003, il est nommé professeur d'histoire-géographie au collège Augustin-Thierry. À la rentrée 2023, il devient principal adjoint du collège de Mer.

## Parcours politique
Membre des Verts puis d'Europe Écologie Les Verts, François Thiollet est élu au conseil municipal de Blois (Loir-et-Cher) en 2008 et 2014 sur la liste de Marc Gricourt (PS). Il est délégué à la jeunesse, adjoint de quartier en 2008, il devient en 2014 vice-président de la communauté d'agglomération « Agglopolys »[réf. souhaitée]. Aux élections municipales de 2020, à la suite de son déménagement à Valencisse, il est élu dans sa nouvelle commune sur la liste de Gérard Charzat,. Il participe notamment à l'opposition à la politique municipale de conversion des friches industrielles et agricoles en plates-formes logistiques géantes.
En 2016, il est élu membre du conseil fédéral (parlement interne) d'Europe Écologie Les Verts. En 2019, élu en troisième position sur la liste interne menée par Julien Bayou, il entre au bureau exécutif du parti. Chargé du projet pour la séquence présidentielle et législatives 2022, il devient aussi co-trésorier du parti en 2021. Il est réélu en 2022, numéro 2 sur la liste de Marine Tondelier et devient secrétaire national adjoint.
François Thiollet est candidat aux élections européennes de 2019 en France, en quinzième position sur la liste commune EELV – AEI – RPS menée par Yannick Jadot. La liste fait élire 13 eurodéputés. Durant la législature, Lydie Massard (14e de liste) entre en fonction après l'élection de Yannick Jadot comme sénateur de Paris. Le 29 novembre 2023, Michèle Rivasi décède subitement, ce qui permet à François Thiollet de devenir député européen. Il siège à la commission du développement, à la commission du contrôle budgétaire, à la sous-commission de la santé publique. Il fait aussi partie de la Délégation à l'Assemblée parlementaire paritaire OEACP-UE ainsi qu'à la Délégation à l'Assemblée parlementaire Afrique-UE.
Il est candidat aux élections européennes du 9 juin 2024, en 20e position sur la liste menée par Marie Toussaint, mais n'est pas élu.